# Tangcal

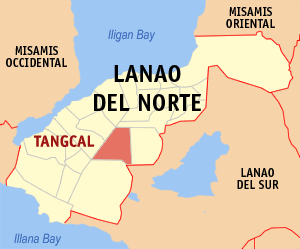
Bản đồ Lanao del Norte với vị trí của Tangcal

Tangcal là một đô thị hạng 5 ở tỉnh Lanao del Norte, Philippines. Theo điều tra dân số năm 2007, đô thị này có dân số 9.351 người.
Tangcal có cự ly khoảng 51 km về phía tây nam của Thành phố Iligan. Các đơn vị giáp ranh: Tubod, Magsaysay và Maigo về phía bắc, Munai về phía đông, Nunungan ở phía nam và Magsaysay ở phía tây.

## Các đơn vị hành chính
Tangcal được chia ra 18 barangay.
| - Small Banisilon - Bayabao - Berwar - Big Banisilon - Big Meladoc - Bubong - Lamaosa - Linao - Lindongan | - Lingco-an - Small Meladoc - Papan - Pelingkingan - Poblacion - Poona Kapatagan - Punod - Somiorang - Tangcal Proper |